# Diecéze velkovaradínská
Diecéze velkovaradínská, též biskupství Velký Varadín, oficiálně diecéze Oradea Mare (latinsky Dioecesis Magnovaradinensis Latinorum), je diecéze římskokatolické církve v Rumunsku.

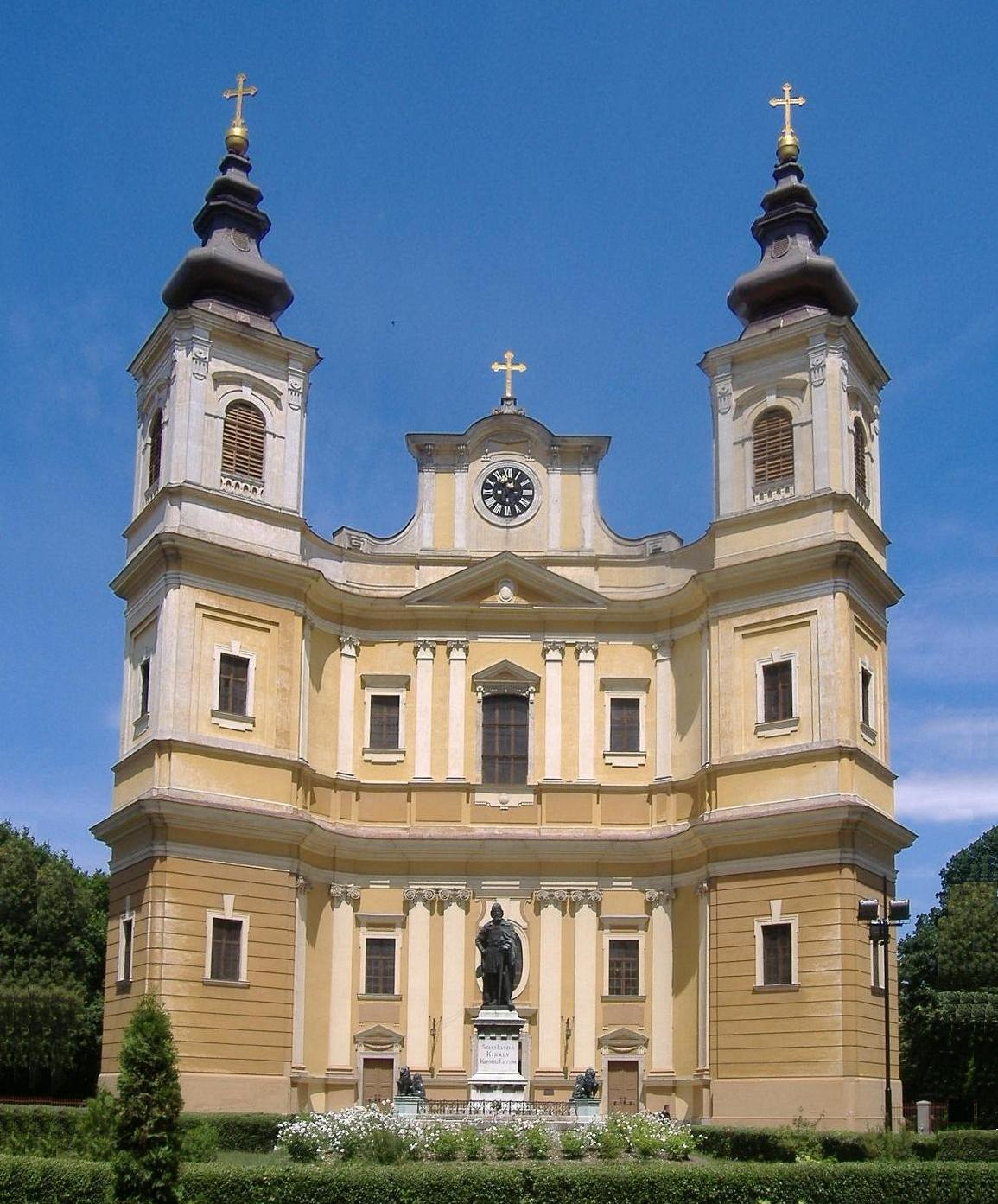
Katedrála Nanebevzetí Panny Marie ve Velkém Varadíně

Liturgie se slouží v maďarštině, rumunštině a slovenštině.

## Dějiny
Biskupství ve Velkém Varadíně založil uherský král Ladislav I. Svatý v roce 1083. Původní románská katedrála byla poškozena při vpádu Tatarů v roce 1241 a v první polovině 14. století byla nahrazenou novou, gotickou katedrálou Nanebevzetí Panny Marie. Stavba se tehdy nacházela uvnitř citadely a sloužila jako pohřebiště příslušníků uherské královské dynastie.

## Seznam biskupů
- Koloman Uherský (1083–1091)
- Mikuláš (1163–1181)
- Vata (1186–1189)
- Elvin (1189–1200)
- Benedikt Osl (1231–1243)
- Vincent (1244–1258)
- Zosimus (1259–1265)
- Lodomer (1268–1279)
- Tomáš (1279–1282)
- Bartoloměj (1284–1285)
- Emmerich I. (1297–1317)
- Demetrius Futaki, biskup váradský (1345)
- Johannes VI. de Dominis (1440–1444, zabit v bitvě u Varny)
- Jan Vitéz (1445–1465; předtím arcibiskup ostřihomský)
- Johann Beckenschlager (1465–1468)
- Jan Filipec (1476–1490)
- Jiří Szatmári (1501–1505)
- Jiří Martinuzzi (1535–1551)
- Ferenc Forgách (1556)
- János Telegdy (1613–1619)
- Benedikt Kisdy (1646–1468)
- Imre Csáky (1702–1732)
- Adam Patačić (1716–1784)
- Arnold Ipolyi (1886)
- Lőrinc Schlauch (1887–1902, kardinál od roku 1893)
- Áron Márton (1939–1942, apoštolský administrátor)
- János Scheffler (1942–1952, apoštolský administrátor, zemřel ve vězení, blahořečen v roce 2011)
- József Tempfli (1990–2008)
- László Böcskei (od roku 2008)